# Lingenfeld
Lingenfeld település Németországban, Rajna-vidék-Pfalz tartományban. Lakosainak száma 5894 fő (2023. december 31.). Lingenfeld Germersheim és Westheim községekkel határos.

## Népesség
A település népességének változása:
| Lakosok száma | 4009 | 5805 | 5788 | 5837 | 5832 | 5894 |
|               | 1975 | 2017 | 2019 | 2021 | 2022 | 2023 |